# Anti-Maidan (Rússia)
O Anti-Maidan (em russo : Антимайдан ; Antimaydan ) foi um movimento social russo criado em 2015, contra a mudança de regime na Ucrânia, nomeado em alusão ao movimento homônimo que lutou contra o Euromaidan na Ucrânia. 

## História
Em 15 de janeiro de 2015, na conferência de imprensa " Desafios do nosso tempo: revoluções, ações ilegais; como proteger seu país do colapso ", o chefe do clube de motoqueiros Night Wolves (lobos da noite) de Alexander Zaldostanov, membro do Conselho da Federação Dmitry Sablin e lutadora de artes marciais, Julia Berezikova, iniciaram a criação do movimento russo "Anti-Maidan", cujo objetivo é "combater tentativas ilegais de derrubar o atual governo à maneira do Euromaidan ucraniano ".  O movimento teria um estatuto apartidário e não implicaria financiamento nem adesão fixa. O movimento foi co-presidido pelo escritor Nikolai Starikov, Alexander Zaldostanov, Dmitry Sablin e Julia Berezikova. Anton Demidov também foi eleito co-presidente em fevereiro de 2016.  
O primeiro evento oficial do movimento foi a ação de 15 de janeiro na Praça Manezhnaya em Moscou, onde se reuniram representantes da oposição antissistema. 
Em 21 de fevereiro de 2015, o movimento organizou um comício em comemoração ao primeiro aniversário da mudança de poder na Ucrânia sob o slogan "Não haverá Maidan na Rússia". O evento contou com a presença do movimento "Oficiais da Rússia", "Irmandade de Combate", cossacos, representantes de movimentos juvenis, membros do partido " Plataforma Cívica". O Ministério da Administração Interna estimou o número de pessoas reunidas em até 35.000 pessoas, os organizadores anunciaram 50.000. A mídia informou sobre a reunião de participantes com a ajuda de um recurso administrativo da administração presidencial e por um pagamento em dinheiro de 300 rublos, tendo o movimento negado o recebimento de recursos. 
Em junho de 2015, foi lançado o projeto Anti-Maidan-Analytics, no âmbito do qual especialistas russos e estrangeiros estudarão os mecanismos daquilo que chamaram de "revoluções coloridas"  A apresentação do projeto ocorreu em Moscou no site DI Telegraf. O evento contou com a presença do Doutor em Ciências Políticas, Diretor do Instituto de Estudos e Previsões Estratégicas da Universidade RUDN, Professor Georgy Filimonov; do jornalista e analista político americano Andrew Korybko, professor do Departamento de Análise Aplicada e Questões Internacionais do MGIMO; do especialista em branding e posicionamento Alexander Stikhin, bem como do co-presidente do movimento "Anti-Maidan" Nikolai Starikov.  
Desde 2015, o Movimento de Libertação Nacional do deputado da Rússia Unida Yevgeny Fyodorov  e a Federação dos Sindicatos Independentes da Rússia colaboram com o Anti-Maidan.  Nas eleições parlamentares de 2016, representantes do Anti-Maidan se candidataram ao Rússia Unida, como o senador Dmitry Sablin, Nizhny Tagil, o vice-chefe do ramo Tagil do movimento "Em Defesa do Trabalho" e um membro do sindicato Uralvagonzavod, Alexei Balyberdin.     

## Ideologia
Os principais princípios ideológicos segundo os quais a organização desenvolve suas atividades estão formulados no Manifesto do movimento Anti-Maidan: 
- Evitar a implementação de "revoluções coloridas", caos e anarquia.
- Proteção da ordem constitucional e do direito, valores tradicionais da sociedade e o futuro do país.
- Acompanhar as ações dos manifestantes.
- Impedir a implementação da derrubada violenta e forçada do governo legalmente eleito. [14] [15] [16]

## Atividades
Em julho de 2015, membros do Anti-Maidan realizaram uma série de piquetes contra a participação em eleições regionais de partidos que representam a oposição não sistêmica. Membros do movimento cometeram provocações contra ativistas e políticos da oposição. 
Eles também participaram de um confronto com opositores da instalação de um Monumento a Vladimir, o Grande, em Moscou . Em 2015, realizamos uma série de piquetes individuais em São Petersburgo, protestando em conexão com a visita planejada de Mustafa Nayyem à capital cultural. Quase 2 horas após o início da ação, houve uma declaração oficial dos organizadores do clube de discussão "Diálogos" de que Mustafa Nayyem não participaria da discussão agendada e não viria à Rússia. 
O movimento apoiou o programa educacional especial "Cenários do Futuro da Rússia", criado pelo Instituto de Estudos e Previsões Estratégicas da Universidade RUDN. Sob o pretexto de palestras científicas e educacionais “sobre o combate às forças políticas destrutivas”, representantes do instituto, durante suas visitas a em Moscou e uma dúzia de universidades regionais, avaliaram o “potencial de protesto” de estudantes e professores. Com base nos resultados dos eventos, foram elaborados certificados para uso oficial para representantes de autoridades estaduais e estruturas especializadas. 

## Estrutura do movimento
Não haveria um líder oficial do movimento, a liderança direta é realizada pelos co-presidentes:
- Julia Berezikova  — campeã mundial de MMA.
- Anton Demidov — figura pública.
- Alexander Zaldostanov  - Presidente do clube de motos de toda a Rússia " Night Wolves".
- Dmitry Sablin  — senador , vice-presidente da VOOV "Combat Brotherhood" (irmandade de combate).
- Nikolai Starikov  — escritor, líder do Partido da Grande Pátria.  [2] [3]

### Ativistas
- Ator de teatro e cinema Mikhail Porechenkov.
- Ator de teatro e cinema Alexander Tsurkan.
- Atriz Daria Yurgens
- Ator e escritor Andrey Negrivoda. [2] [3]